# Marcgravia umbellata
Espèce
Le marcgrave à ombelles ou bois couille (Marcgravia umbellata L.) est une espèce de plantes à fleurs dicotylédones de la famille des Marcgraviaceae que l'on rencontre aux Caraïbes. C'est une plante rampante et grimpante, qui change de feuillage et fleurit seulement en arrivant en hauteur, comme le lierre. Son inflorescence en ombelle horizontale comporte de petites urnes situées en dessous qui abreuvent de nectar les colibris et les chauves-souris en échange de la pollinisation des fleurs.

## Dénominations
- Nom scientifique valide : Marcgravia umbellata  L.[1] ;
- Noms vulgaires (vulgarisation scientifique) : marcgrave à ombelles[2],[3] ou marcgrave à fleurs en ombelles[3];
- Autres noms vulgaires ou noms vernaculaires (langage courant) pouvant désigner éventuellement d'autres espèces :
  - France métropolitaine : bois des couilles[2],[3], pétard des martiniquois[2],[3], bois couille[3], bois de couille[3], José[3], patte du diable[3];
  - Martinique : bois de couilles, bois pétard, josé bois-couille ou jozé (en créole bwa kouy ou ménékoui)[3].

Le nom familier de « bois des couilles » vient de l'utilisation de cette plante en médecine traditionnelle pour soigner la syphilis et les tumeurs du scrotum.

## Description

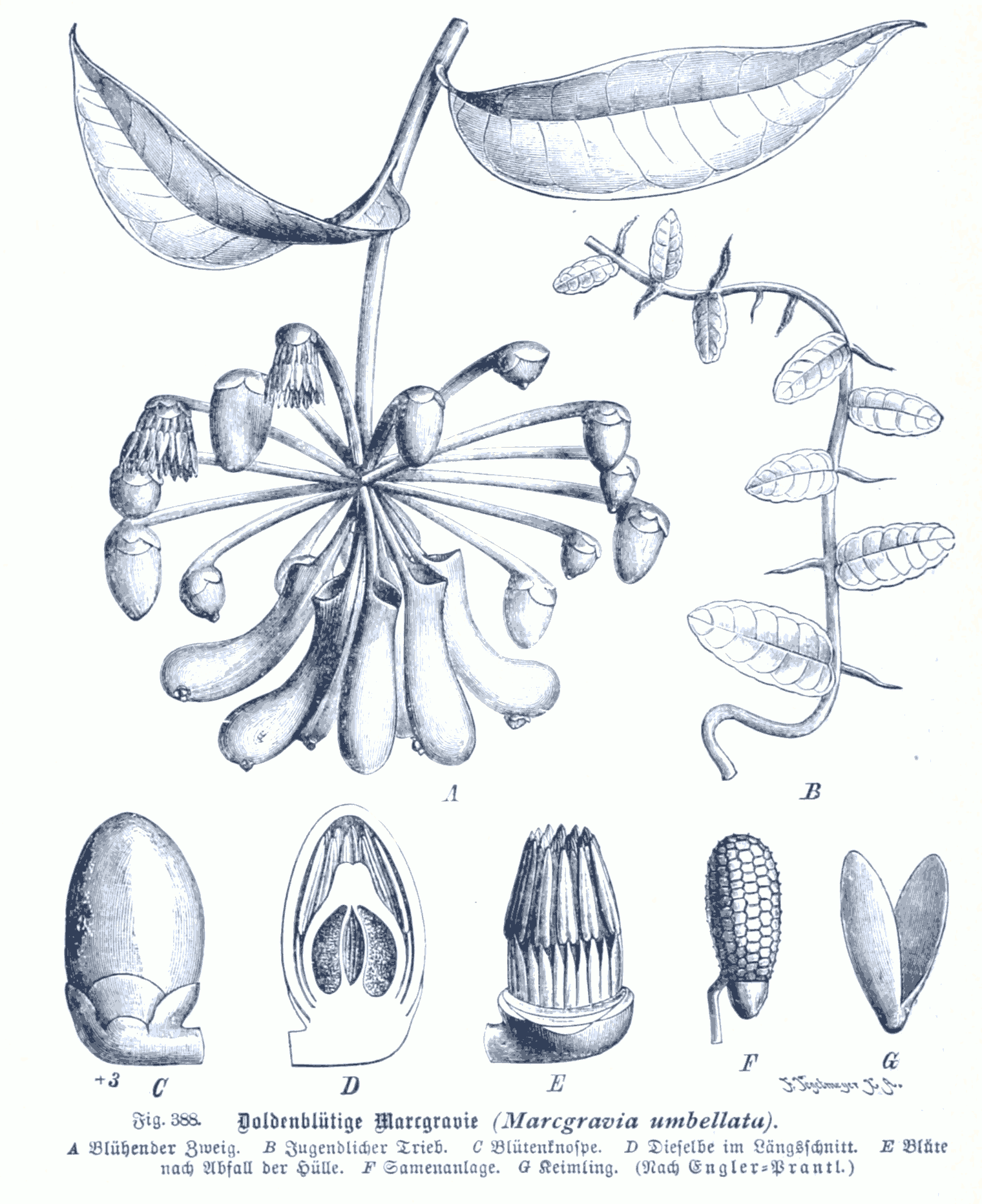
Planche botanique de 1900.
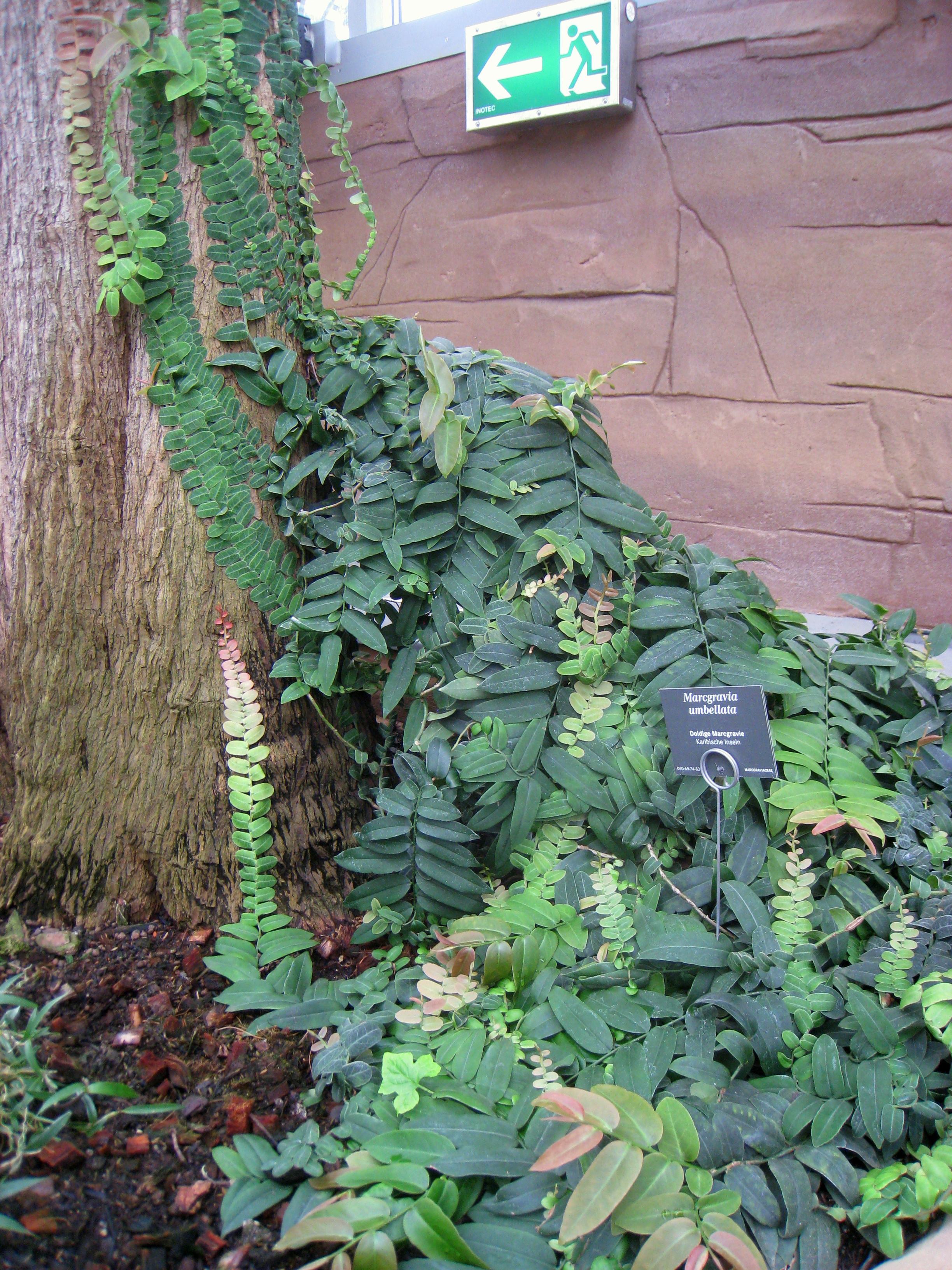
Aspect au sol, cultivée au Jardin botanique de Berlin.
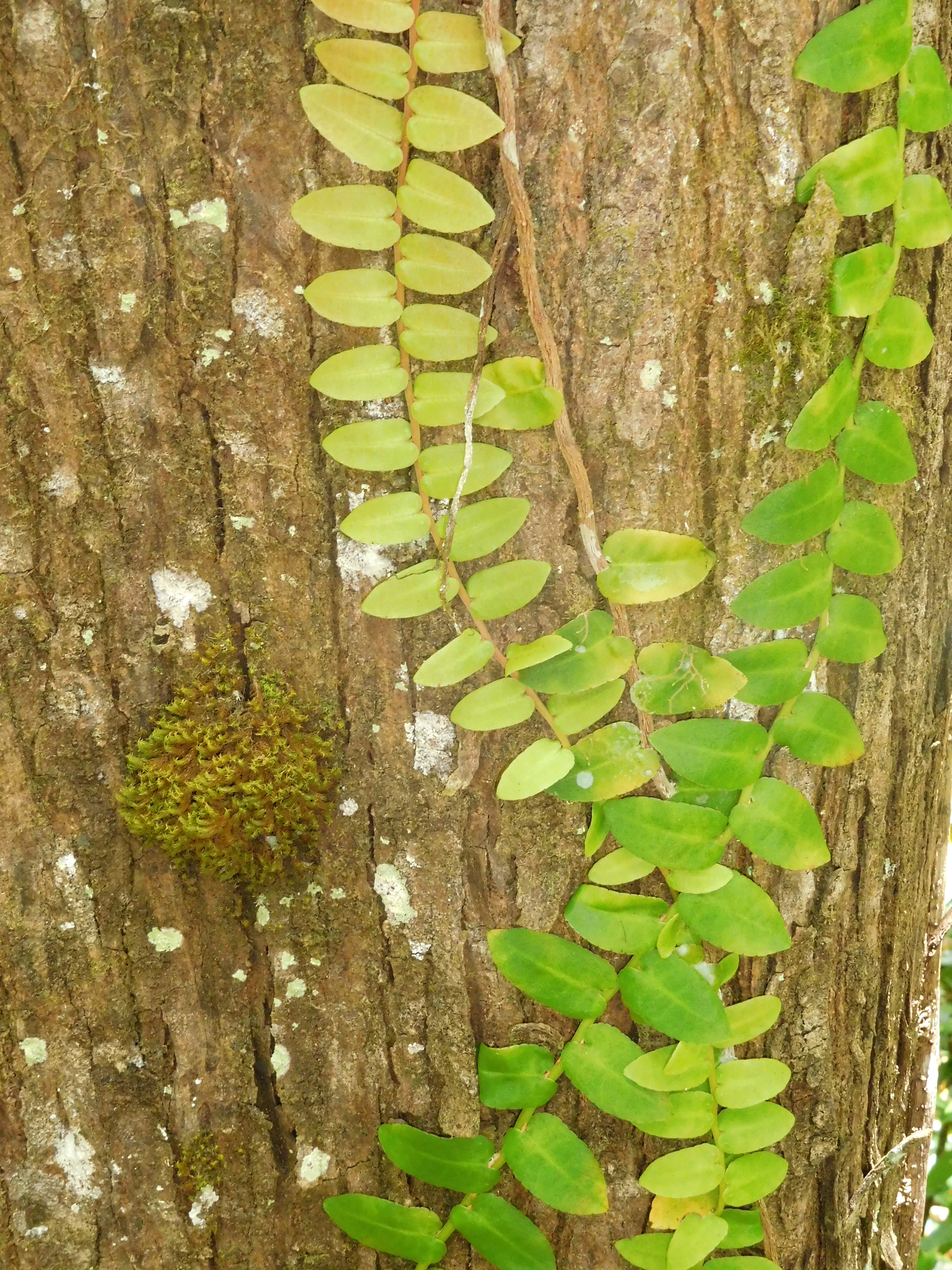
Feuillage au stade grimpant.
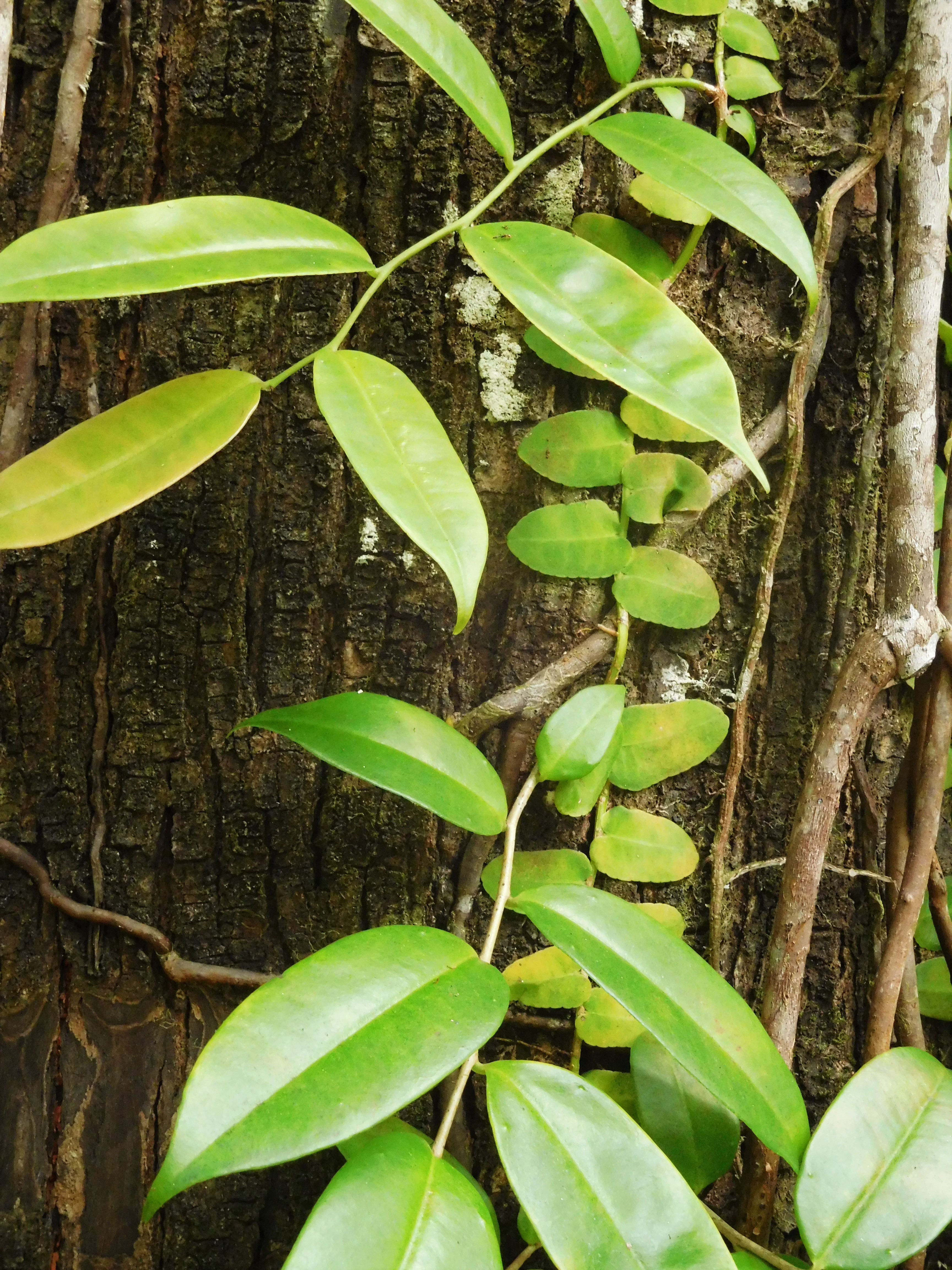
Variabilité du feuillage.
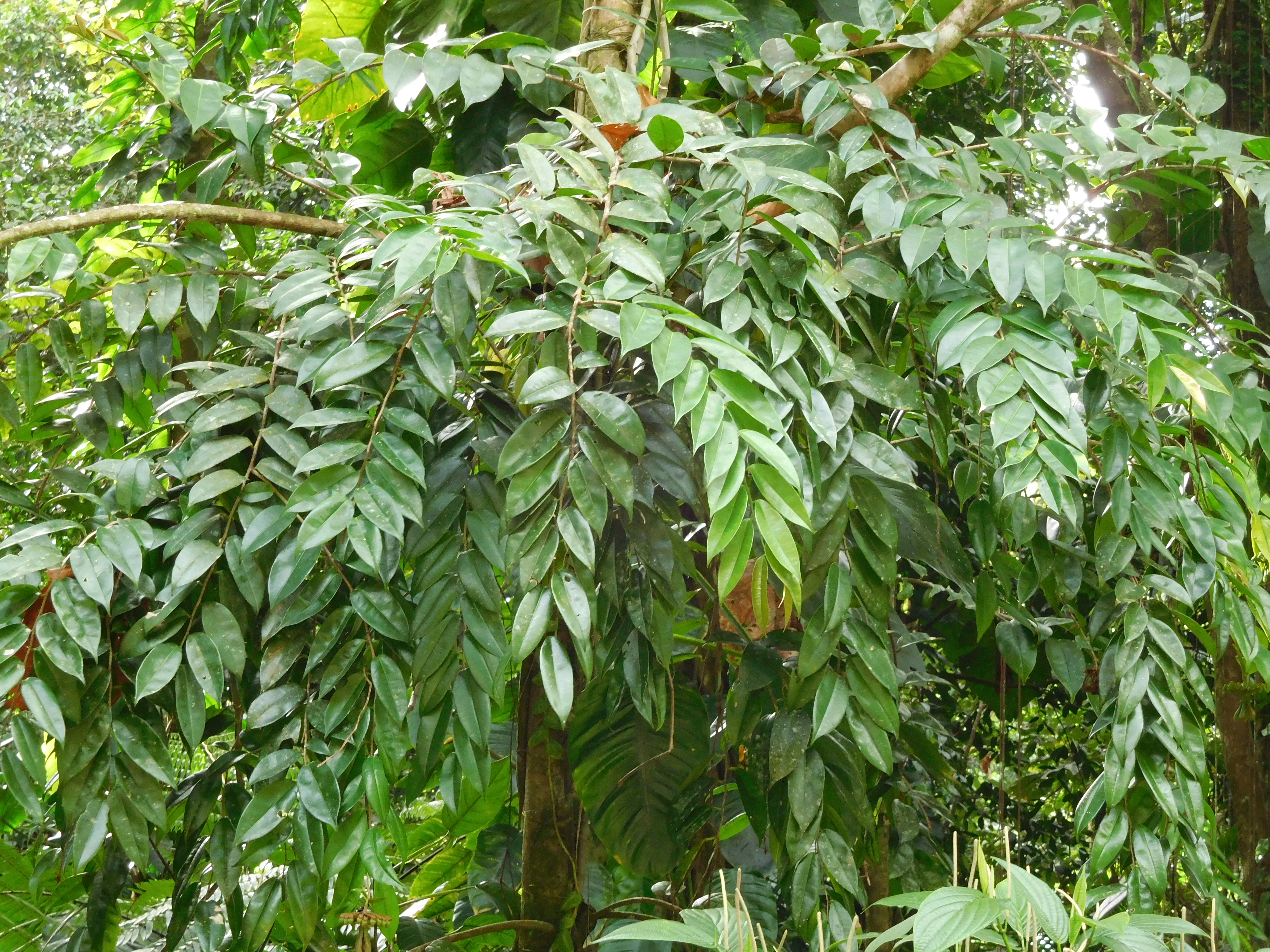
Épanouissement de la plante en hauteur (fleur en bas à gauche).

## Répartition géographique
Cette espèce est originaire des Caraïbes, dans les iles suivantes : Antigua (Antigua-et-Barbuda), Dominique, Grenade, Guadeloupe et Martinique (France), Saba (Pays-Bas), Saint-Christophe (Saint-Christophe-et-Niévès), Sainte-Lucie et Saint-Vincent (Saint-Vincent-et-les-Grenadines).

## Classification
Cette espèce a été décrite en 1753 par le naturaliste suédois Carl von Linné (1707-1778). L'épithète spécifique umbellata signifie « à ombelle », en référence à ses fleurs en ombelle.
En classification phylogénétique APG III (2009) comme en classification classique de Cronquist (1981) elle fait partie du genre Marcgravia, assigné à la famille des Marcgraviaceae.